# 鄱江

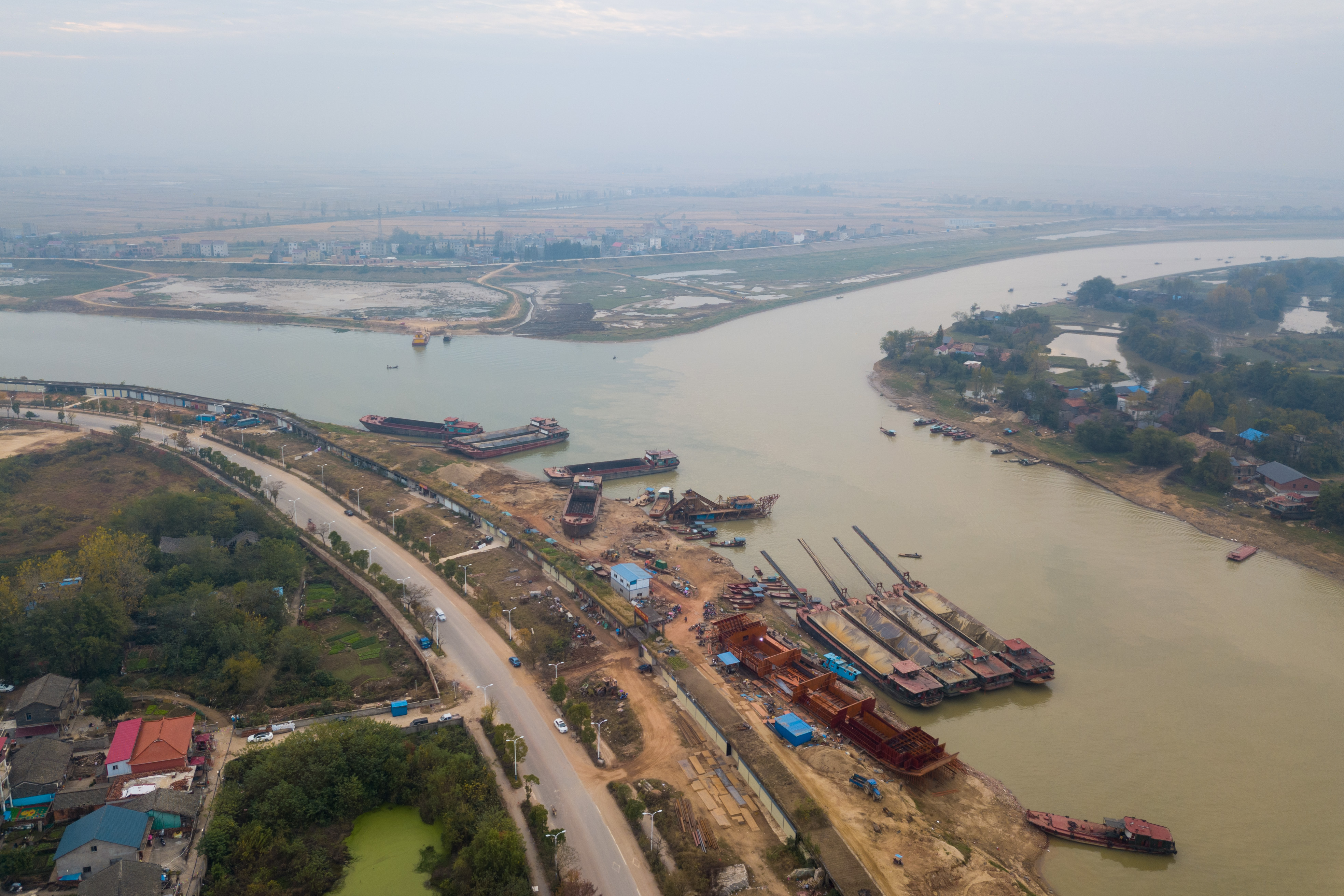
鄱阳县城东南郊：左上角为昌江，右上角为乐安江，二者汇合为鄱江

鄱江，又称饶河、长港，古称番水，是江西省东北部的一条河流，注入鄱阳湖。
鄱江有南北两个支流，北为昌江，南为乐安江，二者在上饶市鄱阳县城东南郊姚公渡汇合后称鄱江，曲折向北，在鄱阳县莲湖注入鄱阳湖。干流长40公里，总流域面积约1.5万平方公里，其中江西省境内流域面积1.2万平方公里。全程可常年通航。为江西的主要河流之一。